# Тиеро, Уильям
Уильям Квабена Тиеро (англ. William Kwabena Tiero; 5 декабря 1980, Тема, Гана) — ганский футболист, полузащитник. Участник летних Олимпийских игр 2004 года.

## Биография
Уильям Тиеро родился 5 декабря 1980 года в ганском городе Тема.

### Клубная карьера
Начал профессиональную карьеру в 2001 году в клубе чемпионата Ганы — «Либерти Профешионалс». С 2004 года по 2005 год являлся игроком «Асанте Котоко». Затем, на протяжении двух сезонов находился в составе двух португальских клубов — «Витория» (Гимарайнш) и «Навал», однако участия в играх не принимал.
Летом 2007 года подписал контракт с «Академикой» из города Коимбра. В команде Тиеро являлся основным игроком на протяжении трёх сезонов и сыграл в 74 играх чемпионата Португалии, забив при этом 6 голов. Летом 2010 года на правах свободного агента перешёл в болгарский ЦСКА из Софии. Сыграв лишь в четырёх играх чемпионата Болгарии и двух встречах в Лиге Европы Тиеро, в январе 2011 года становится игроком «Ольяненсе». Клуб заплатил за трансфер игрока 50 тысяч евро. Однако в этой команде он также не заиграл вновь проведя за полгода 4 игры в чемпионате.
В сезоне 2011/12 Тиеро играл в чемпионате Саудовской Аравии за клуб «Аль-Кадисия» из Эль-Хубара, где провёл 15 матчей и забил 1 гол. В августе 2012 года Тиеро становится игроком португальского «Жил Висенте», где и завершает карьеру футболиста.

### Карьера в сборной
В августе 2004 году главный тренер олимпийской сборной Ганы Марьяну Баррету вызвал Уильяма на летние Олимпийские игры в Афинах. В команде он получил 16 номер. В своей группе ганцы заняли третье место, уступив Парагваю и Италии, обогнав при этом Японию. Тиеро на турнире сыграл во всех трёх играх и забил гол в ворота Парагвая .
В составе национальной сборной Ганы выступал с 2003 года по 2008 год, проведя всего 9 игр. Свой последний матч за сборную он провёл 20 августа 2008 года в рамках товарищеской игры против Танзании (1:1).